# 新藤兼人
新藤 兼人（しんどう かねと、1912年〈明治45年〉4月22日 - 2012年〈平成24年〉5月29日）は、日本の映画監督、脚本家。本名は新藤 兼登（読み方同じ）。広島県広島市出身。広島市立石内小学校卒。近代映画協会会長。従三位、広島県名誉県民、広島市名誉市民、広島県三原市名誉市民。日本のインディペンデント映画の先駆者。

## 概説
練達の職人的技術でシナリオはほとんど節操ない多様なジャンルを書き分け、脚本作品は約370本に及ぶ。一方、自身の監督作品では、自身を支えてくれた家族や仕事の同僚に対する感謝、軍隊経験への怒り、自分の出自としての農業への愛惜と憂い、郷里広島を通じての原爆への怒り、老いと性など、自分を軸とした家族、職業、地域、国家から世界に至る問題を総合的に描くことのできた、世界に類のない映画作家であった、と佐藤忠男は評価している。小説家は自伝的な作品を書くことが多いため郷里をよく描くが、映画は個人的な表現ではないと考えられてきたために監督が郷里を描くことは少なかった。新藤は例外といわれる。

## 人物・経歴

### 映画界に入るまで
1912年（明治45年）、広島県佐伯郡石内村（現在の広島市佐伯区五日市町石内）生まれ。4人兄弟の末っ子。広島市内から一山越えた農村で豪農の家に生まれるが、父が借金の連帯保証人になったことで没落した。田畑を売り、たったひとつ残った蔵で父母と3人で暮らし、石内尋常高等小学校（現在の広島市立石内小学校）へ通う。当時、長兄は尾道警察署に勤務、姉2人は家が没落したため長姉は花嫁移民として渡米し次姉は広島で看護師になった。なお生家であるその蔵は1999年まで新藤の生家として保存されていたが取り壊され、当地には「生誕の地」碑が建っている。1927年（昭和2年）石内尋常高等小高等科を卒業後、広島市内の親戚の家に預けられた。この時代のことは『石内尋常高等小学校 花は散れども』に描かれている
16歳の時に、尾道警察署に努めていた長兄宅に居候することになる。この兄の家は東土堂町にあり、隣が大林宣彦の実家であった。何もすることがなかったが兄に気を遣って家に居づらかったため毎日尾道の町でぶらぶら過ごしていた。1933年（昭和8年）、徴兵検査が終わった頃、たまたま見た山中貞雄映画『盤嶽の一生』に感激し映画を志し、京都へ行くことを決める。
交通費を貯めるため、兄の紹介で自転車卸「山口バイシクル商会」に勤めた。なおこの商会は高橋源一郎の実家である。大林宣彦によると、新藤は大林の尾道の実家の持ち家に住んでいたことがあり、幼少期の大林は新藤と映画を観たことがあるという。ただ大林が5、6歳の頃つまり1942年・1943年頃と証言しており、この時期ではない可能性が高い。
兄の紹介で京都府警察の刑事の伝手を頼りに、京都へ出る。ただすぐには撮影所には入ることが出来ず、絶望し一度尾道へ帰るが、諦めきれずに再び京都へ戻る。

### 下積み時代
1934年（昭和9年）22歳の時に新興キネマに入る。志望していた映画助監督への道は狭く、体が小さいため照明からも敬遠され、入ることが出来たのは現像部でフィルム乾燥の雑役から映画キャリアをスタートさせる。満州国が帝制に移行した年であった。目指す創造する世界とはかけ離れた、長靴を履きながらの辛い水仕事を1年ほどつとめる。撮影所の便所で落とし紙にされたシナリオを発見、初めて映画がシナリオから出来ているものと知った。
新興キネマ現像部の東京移転に同行し美術部門に潜り込む。美術監督であり美術部長である水谷浩に師事。美術助手として美術デザインを担当した。仲間からは酷評されても、暇を見つけてシナリオを書き続け投稿し賞を得るが、映画化はされなかった。黒沢明や神代辰巳、脚本家の山田信夫らも「監督が脚本を待っていてどうする。待っていても来ないよ。自分で書くんだよ」との言葉を残している。家が近所だった落合吉人が監督に昇進し、脚本部に推薦され『南進女性』で脚本家デビュー。
1941年（昭和16年）、溝口健二監督の『元禄忠臣蔵』の建築監督として1年間京都興亜映画に出向。本作で原寸大の松の廊下を製作したのは新藤である。溝口は俳優から演技を聞かれても「反射してください」というばかりで何も俳優に教えないため、他の俳優・スタッフ同様に新藤も反発していた。しかし出来上がった作品を見ると感銘を受けた。伝手を頼り溝口の内弟子になることになり、シナリオを1本書いて溝口に提出するが、「これはシナリオではありません、ストーリーです」と酷評され、自殺を考える程の大きなショックを受ける。スクリプターをしていた内妻・久慈孝子の励ましで奮起し 劇作集を読みあさり再出発を誓う。孝子とは1939年に結婚したとする資料もある。
1942年（昭和17年）、情報局の国民映画脚本の公募に応募、佳作に終わる。当選は東宝の助監督・黒澤明の『静かなり』であった。翌年『強風』が当選。これを知った溝口から連絡があり生涯ただ1度だけ祇園で御馳走にあずかる。1944年（昭和19年）、所属していた興亜映画が松竹大船撮影所に吸収され東京本部へ移籍。

### 海軍召集
同1944年4月、脚本を1本も書かないうちに日本海軍に召集され二等水兵として呉鎮守府海兵団に入団。新藤は「戦争に行けば死ぬに決まってる」「もうシナリオは書けないのか」と絶望した。任務は新藤曰く“掃除部隊”で、最初は奈良県天理教本部宿舎に海軍飛行予科練習生が配置されることになり、そこに一ヵ月、次いで兵庫県宝塚歌劇団の宝塚大劇場や宝塚音楽学校に潜水艦乗りや航空隊（宝塚海軍航空隊）が配置されることになったため、そこを掃除した。
既に32歳ながら年下の上等水兵の若者に扱き使われ、彼らの身の周りの世話をする。上官にはクズと呼ばれ、木の棒で気が遠くなる程叩かれ続けた。兵隊は叩けば叩くほど強くなると信じられていた時代だった。この時に感じた「人間とは何か」「人はどう生きるか」が映画制作の原点といわれる。天理教本部を掃除した100名のうち大半が次々前線に送られ、94人が戦死し、生き残ったのは上官が引いたくじに当たらなかった新藤を含む6人だった。戦死した94人は戦場ではない場所で死んだ。
この間、内妻の孝子は結核に罹るが、貧しさのためろくに栄養をつけることができず死去している。
1945年（昭和20年）、宝塚海軍航空隊所属にて広島市への原子爆弾投下を知り、宝塚海軍航空隊で終戦を迎える。これらの事は、60年後に製作された『陸に上った軍艦』（山本保博監督）で描かれた。。
東京でのアパートは空襲により焼けていたため、一旦尾道の兄のところに身を寄せている。看護婦をしていた姉は当時尾道へ移っていたため無事で、被爆時には広島で看護活動をしていた。新藤自身も被爆後の広島に足を踏み入れている。復員後、松竹大船撮影所に復帰するため上京。

### 脚本家としてデビュー

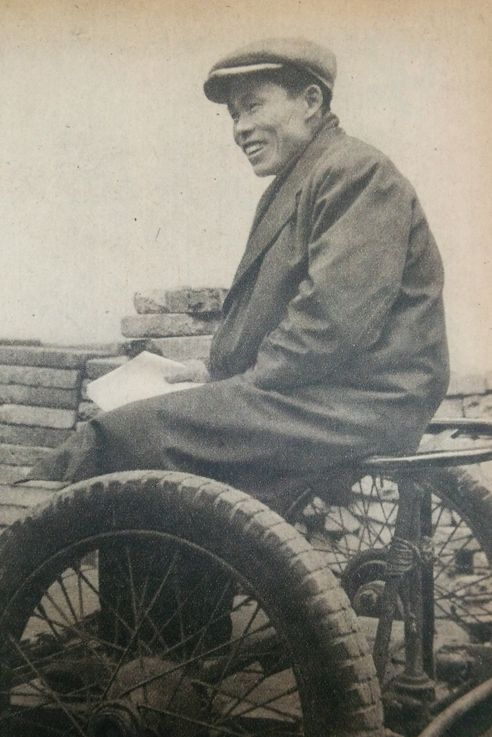
『アサヒグラフ』 1948年2月11日号より

宝塚歌劇団図書館にあった全ての「戯曲集」を読み終え松竹大船撮影所に復帰。1945年（昭和20年）秋書いた『待帆荘』がマキノ正博によって『待ちぼうけの女』（1946年）として映画化され、1947年（昭和22年）のキネマ旬報ベストテン4位となり初めて実力が認められた。溝口のために溝口の戦後第1作『女性の勝利』（1946年）と『わが恋は燃えぬ』（1949年）を書く。
戦中に亡くなった内妻の孝子のために書いた『愛妻物語』のシナリオはこの頃に書いている。
1946年（昭和21年）34歳のときに美代と結婚。美代とは60歳（1972年）まで婚姻関係を続けている。
1947年（昭和22年）に、吉村公三郎と組んで『安城家の舞踏会』を発表する。大ヒットしキネマ旬報ベスト・テン1位も獲得、シナリオライターとしての地位を固めた。その後は吉村とのドル箱コンビで『わが生涯のかゞやける日』（1948年）などのヒット作を連発。木下惠介にも『結婚』、『お嬢さん乾杯!』を書く。
1949年（昭和24年）、『森の石松』の興行的失敗等で松竹首脳らが「新藤のシナリオは社会性が強くて暗い」とクレームをつけるに及び、自らの作家性を貫くため、1950年（昭和25年）、松竹を退社して独立プロダクションの先駈けとなる近代映画協会を吉村、殿山泰司らと設立。邦画五社の大きい撮影所ならざる一軒のプレハブで合宿して映画を作り上げる方式を打ち出した。

### 映画監督デビュー
1951年（昭和26年）、大映から請け負う形で近代映画協会初の作品として、『愛妻物語』で39歳にして宿願の監督デビューを果たす。この自伝的な内容の脚本はどうしても他人にやらせたくなかったと告白している。主演は大映人気スター“百萬弗のゑくぼ”乙羽信子 で、乙羽がこの脚本を読んでどうしても妻の役をやりたいと願い出てきたこと、新藤としては愛妻物語のモデルである内妻・孝子と乙羽がよく似ているから、との理由で決まった。
また大映に持ち込んだ『偽れる盛装』が1951年（昭和26年）の大ヒット映画となった。
1952年（昭和27年）、近代映画協会初の自主制作作品として、まだ原爆の傷跡生々しい故郷・広島ロケを敢行し、『原爆の子』を発表。翌年の1953年（昭和28年）、カンヌ国際映画祭に出品された。後に公開された外交文書あるいは外務省文書において、当時の日本政府はこれを好ましく思っていなかったこと、アメリカの圧力により外務省が受賞妨害工作を試みたこと、逆にカンヌでは高い評価を得ていたこと、が判明している。こうした前評判に周囲はパルム・ドールを期待したが落選している。また西ドイツでは反戦映画として軍当局に没収される騒ぎもあり、各国で物議を醸したが世界で反響を呼び、チェコ国際映画祭平和賞、英国フィルムアカデミー国連賞、ポーランドジャーナリスト協会名誉賞など多くの賞を受けた。これ以降も広島原爆をテーマとした作品をつくった。また長崎原爆ものでは1950年『長崎の鐘』で脚本を担当している。
1953年に脚色を担当した『夜明け前』で、新藤が映画化にあたるエッセイで「ロケ地」という言葉を初めて使ったといわれる。
原爆の子主演の乙羽は映画制作の際に近代映画協会へ強引に移籍、以降新藤と乙羽の関係は続き、私生活では新藤には本妻・美代とその子たちがいたもののこの頃より乙羽と愛人関係になる。
以降は自作のシナリオを自らの資金繰りで監督する独立映画作家となり、劇団民藝の協力やカンパなどを得て数多くの作品を発表。しかし芸術性と商業性との矛盾に悩み失敗と試行錯誤を繰り返した。核兵器の作品も続き、1959年（昭和34年）『第五福竜丸』を発表するも興行的には失敗に終わり、近代映画協会には多額の借金が残り解散の危機に陥った。
この頃、同時期に日本映画に衰退の陰りが見え大きな映画会社の経営が困難になり始めた。しかし、産業としての映画の衰退は「社会派映画」や「前衛芸術映画」の躍進のチャンスでもあった。大映画会社による映画館の独占支配体制が緩み、小さな独立系プロの製作する映画にも上映の機会を得ることができるようになった。

### 『裸の島』
1960年（昭和35年）、経営が立ちゆかなくなった近代映画協会は、その解散記念作品として新藤が長年暖めていた無言の映画詩『裸の島』の制作に入る。広島県三原市の無人島である宿弥島を舞台に、その南にある佐木島でロケを敢行、制作費はわずか500万円、夫婦役の殿山・乙羽含めスタッフ13人に佐久島の小学生も加わり、撮影期間1ヶ月で作り上げた。新藤は後のインタビューで以下のことを語っている。
この映画が評価されたのは日本国内よりも海外で、1961年（昭和36年）モスクワ国際映画祭でグランプリを獲り、新藤監督は世界の映画作家として認められた。モスクワ国際映画祭の際には、各国の映画バイヤーから次々に買い入れの申し入れがあり、最終的に世界62ヶ国に作品の上映権を売ることで、それまでの借金を返済した。
このモスクワ国際映画祭ではその後の新藤作品の殆どを出品し、それらは当地で評価されており、新藤は「足を向けて寝れない」とこの映画祭を感謝している。
この成功は、限られた観客を相手に、極端に低い製作費で優れた作品を撮ることが可能であることを示し、大会社の資本制約から離れる事で自由な映画表現と制作ができる事を証明した。そして製作手法（オール地方ロケ。出演者及びスタッフがロケ地で合宿体制を組む。スタッフ全員参加のミーティングを行い、本来の持ち場を越えて意見を交換する。等）は、その後の邦画界におけるインディペンデント映画全体の高揚に、多大な影響を与えた。
宿祢島のある三原市は『裸の島』の他に、『らくがき黒板』『かげろう』『三文役者』でロケ地として用いており、この縁で三原市名誉市民に顕彰されている。

### 社会派作品、性のタブーに挑戦
新藤作品には社会性の強い作品、性のタブーに挑戦した作品が多く存在する。1964年の『鬼婆』では、吉村実子、佐藤慶が全裸で走る場面を撮影。1970年（昭和45年）連続拳銃発砲事件の永山則夫を題材にした『裸の十九才』。1972年にはフラワー・メグのヌードがほぼ全編で流れる『鉄輪（かなわ）』を発表した。『鉄輪』は日本の伝統芸能に題材を取った前衛作品だった。1974年引揚者から東北開拓農民となった人々を描いた『わが道』、1977年（昭和52年）津軽三味線の高橋竹山を題材とした『竹山ひとり旅』、広島原爆で死亡した桜隊を題材とした『さくら隊散る』、家庭内暴力に材を取った『絞殺』、死と不能をテーマにした『性の起源』、樋口可南子が美しいヌードを披露した『北斎漫画』（1981年）。同作品では田中裕子もヌードを披露している。性のタブーに挑戦した『濹東綺譚』などを発表する。出生した〈広島〉と〈性と人間〉にこれだけ固執した映画作家は日本では珍しい。また「頼まれた仕事は断らない」を信条に、近代映画協会における自作の映画制作と平行し、大手映画会社の企画作品の脚本も多数手がけた。中には映画史に残る名作、話題作も含まれた。「優れた芸術家は多作である」という観点から見れば、これも特筆すべき才能といえる。
評価の高い脚本作品に、川島雄三監督/『しとやかな獣』（1962年）、鈴木清順監督/『けんかえれじい』（1966年）、中平康監督『混血児リカ』シリーズ(1970年代)、神山征二郎監督/『ハチ公物語』（1987年）などがある。娯楽怪作としては江戸川乱歩の原作をミュージカル仕立てにした『黒蜥蜴』（1962年）などがある。また『母』（1963年）で小川眞由美を、『鬼婆』（1964年）で吉村実子を、『藪の中の黒猫』（1968年）で、太地喜和子をそれぞれスターにした。テレビドラマ、演劇作品も含めると手がけた脚本は370本にもおよび、多くの賞を受賞した。「ドラマも人生も、発端・葛藤・終結の3段階で構成される」というのが持論である。監督としては純娯楽作品にはほとんど関心を示していないが、脚本家としてはそちらにも強く、コメディやミステリーなどにも高い技術を発揮するアルチザン的側面も持つ。他の巨匠といわれる監督兼脚本家たちの多くが自身の監督作品の脚本執筆をメインにしているのに対し、他の監督に脚本を提供し、なおかつ高い評価を受ける仕事が非常に多く、そちらに限定しても最高クラスの脚本家である。さらにプロデューサー、経営者、教育者、著述者としてなど、いくつもの顔をもって日本映画へ大きく貢献している。
また私生活においては、本妻・美代の申し出により1972年（昭和47年）60歳の時に正式に離婚（美代は5年後の1977年(昭和52年)死去）。1978年（昭和53年）に乙羽信子と再婚した。1994年（平成6年）乙羽も亡くなっている。老いをテーマとした『午後の遺言状』は、乙羽と杉村春子のためにシナリオを書いたもので、乙羽にとっては遺作、杉村にとっては最後の映画出演作品となった。1989年に亡くなった朋友・殿山泰司をモデルに『三文役者』を書いている。殿山役に竹中直人を指名した。
70年以上の映画人生で、世界最長老の映像作家のひとりである事で知られていた。また池広一夫、神山征二郎、千葉茂樹、松井稔、金佑宣、田代廣孝、田渕久美子ら多くの門下生を出した。尚、近代映画協会は1960年代に100近く有った独立プロのうち唯一成功し現在も存続し、映画作品を送り出している。

### 晩年
長年の映画製作に対して1996年（平成8年）に第14回川喜多賞、1997年（平成9年）に文化功労者、2002年（平成14年）に文化勲章を授与された。『裸の島』『裸の十九才』でグランプリ、『生きたい』で金賞を受賞したモスクワ国際映画祭では、2003年（平成15年）に特別賞を受賞している。また、映画を通じて平和を訴え続けた功績により2005年（平成17年）に谷本清平和賞を受賞。「多くの傑作映画を世に送り出し、日本最高齢現役監督として映画「一枚のハガキ」を完成させた」として、2011年（平成23年）に第59回菊池寛賞を受賞。「一枚のハガキ」は2010年10月31日にクランクアップしていた。
1996年（平成8年）、日本のインディペンデント映画の先駆者である新藤監督の業績を讃え、独立プロ58社によって組織される日本映画製作者協会に所属する現役プロデューサーのみがその年度で最も優れた新人監督を選ぶ新藤兼人賞を新たに創設した。
2010年（平成22年）の時点では日本最高齢の現役映画監督であった。世界でもマノエル・ド・オリヴェイラに次ぐ位置にあったが、同年の第23回東京国際映画祭表彰式で『一枚のハガキ』を監督引退作とすることを公表したが、求められればまだ撮りたい気持ちも表していた。晩年は、高齢で移動に車いすが欠かせなくなっていた。
2012年（平成24年）2月14日に東京都内で行われた第54回ブルーリボン賞の授賞式では新人賞を受賞した当時7歳の芦田愛菜との「92歳差のツーショット」で沸かせた。2ヵ月後の4月22日に、100歳を迎え、東京都内で誕生会が開かれ、集まった映画人を前に「これが最後の言葉です。どうもありがとう。さようなら」と挨拶した。

### 死去
2012年（平成24年）5月29日、老衰のため東京都港区の自宅で亡くなった。満100歳没（享年101）。葬儀・告別式は2012年6月3日、多くの映画関係者や俳優などが参列する中、増上寺光摂殿で執り行われた。墓所は妙心寺衡梅院にあるが、遺骨の半分は鎌倉霊園に埋葬された後、「裸の島」の舞台である三原市宿祢島に散骨された。
2012年6月26日、日本政府は新藤が数々の作品を世に送り出した功績を讃え、多年に亘る映画界への貢献を評価して死去日の5月29日をもって従三位に追叙する閣議決定を行った。

## 映画

### 監督作品
- 愛妻物語（1951年） - キネマ旬報ベストテン第10位
- 雪崩（1952年）
- 原爆の子（1952年） - カルロヴィ・ヴァリ国際映画祭グランプリ、エディンバラ国際映画祭脚本賞・名誉賞、英国アカデミー賞国連平和賞、メルボルン国際映画祭グランプリ、ポーランドジャーナリスト協会名誉賞、フランス映画愛好家連盟賞
- 縮図（1953年）原作：徳田秋声 - キネマ旬報ベストテン10位
- 女の一生（1953年）
- どぶ（1954年）
- 狼（1955年）
- 銀心中（1956年）原作：田宮虎彦
- 流離の岸（1956年）
- 女優（1956年）
- 海の野郎ども（1957年） - 石原裕次郎主演作。船に乗ってやって来た外国人労働者との軋轢と交流を描く
- 悲しみは女だけに（1958年）
- 第五福竜丸（1959年） - キネマ旬報ベストテン8位
- 花嫁さんは世界一（1959年） - 東宝製作であり、フランキー堺、雪村いづみ主演により日系米国人青年の花嫁探しを描いた、新藤監督異色のロマンティック・コメディ
- 裸の島（1960年） - モスクワ国際映画祭グランプリ、メルボルン国際映画祭グランプリ、リスボン映画祭銀賞、ベルリン国際映画祭セルズニック銀賞、諸国友好のための親善映画祭グランプリ、マンハイム映画祭グランプリ、宗教と人間の価値映画祭国際ダグ・ハマーショルド賞、キネマ旬報ベストテン6位
- 人間（1962年）原作：野上弥生子 - 文部省芸術祭文部大臣賞
- 母（1963年） - 毎日芸術賞、キネマ旬報ベストテン8位
- 鬼婆（1964年）
- 悪党（1965年）原作：谷崎潤一郎 - キネマ旬報ベストテン9位
- 本能（1966年） - キネマ旬報ベストテン7位
- 性の起原（1967年）
- 藪の中の黒猫（1968年）
- 強虫女と弱虫男（1968年）
- かげろう（1969年） - キネマ旬報ベストテン4位、文化庁芸術祭優秀賞
- 触角（1970年）
- 裸の十九才（1970年） - モスクワ国際映画祭金賞、キネマ旬報ベストテン10位
- 鉄輪（1972年）
- 讃歌（1972年）原作：谷崎潤一郎
- 心（1973年）原作：夏目漱石
- わが道（1974年） - キネマ旬報ベストテン6位
- ある映画監督の生涯 溝口健二の記録（1975年） - キネマ旬報ベストテン1位・監督賞
- 竹山ひとり旅（1977年） - モスクワ国際映画祭監督賞・ソ連美術家同盟賞、キネマ旬報ベストテン2位
- ドキュメント8.6（1978年） - テレビドキュメンタリーとして製作。「原爆の子」の子役達との再会。原爆投下したエノラ・ゲイ号の元機長ポール・ティベッツとの面談を要求
- 絞殺（1979年） - ヴェネツィア国際映画祭、乙羽信子「主演女優賞」
- 北斎漫画（1981年） - キネマ旬報ベストテン8位
- 地平線（1984年）
- ブラックボード（1986年）
- 落葉樹（1986年）
- さくら隊散る（1988年） - キネマ旬報ベストテン7位
- 濹東綺譚（1992年） - キネマ旬報ベストテン9位
- 午後の遺言状（1995年） - モスクワ国際映画祭ロシア批評家賞、キネマ旬報ベストテン1位、日本アカデミー賞最優秀作品賞 他多数
- 生きたい（1999年） - モスクワ映画祭グランプリ・国際批評家連盟賞、ロシア批評家賞
- 三文役者（2000年） - モントリオール映画祭特別グランプリ、キネマ旬報ベストテン6位
- ふくろう（2004年） - モスクワ映画祭功労賞
- 石内尋常高等小学校 花は散れども（2008年）
- 一枚のハガキ（2011年） - 第23回東京国際映画祭審査員特別賞、第36回報知映画賞特別賞、キネマ旬報ベストテン1位

### 脚本作品
- 南進女性（1940年11月7日公開、岡田熱監督、新興キネマ）
- 汪桃蘭の嘆き（1940年11月28日公開、岡田熱監督、新興キネマ）
- 猛獣使ひの姉妹（1941年3月29日公開、深田修造監督、新興キネマ）
- 北極光（1941年8月20日公開、田中重雄監督、新興キネマ）※時代考証も
- 春星夫人（1941年9月28日公開、田中重雄監督、新興キネマ）
- 女性の勝利（1946年4月18日公開、溝口健二監督、松竹）
- 待ちぼうけの女（1946年6月13日公開、マキノ正博監督、松竹）
- 鍵を握る女（1946年8月15日公開、佐々木啓祐監督、松竹）
- お光の縁談（1946年10月15日公開、池田忠雄・中村登監督、松竹）
- 仮面の街（1947年1月21日公開、原研吉監督、松竹）
- 結婚（1947年3月18日公開、木下惠介監督、松竹）
- 処女は真珠の如く（1947年6月17日公開、中村登監督、松竹）
- 安城家の舞踏会（1947年9月27日公開、吉村公三郎監督、松竹） - キネマ旬報ベストテン1位
- 娘の逆襲（1947年11月9日公開、中村登監督、松竹）
- 誘惑（1948年2月25日公開、吉村公三郎監督、松竹）
- 噂の男（1948年3月23日公開、佐々木康監督、松竹）
- 偉大なるX（1948年5月7日公開、大庭秀雄監督、松竹）
- 火の薔薇（1948年9月1日公開、中村登監督、松竹）
- わが生涯のかがやける日（1948年9月26日公開、吉村公三郎監督、松竹） - キネマ旬報ベストテン5位
- 幸福の限界（1948年11月1日公開、木村恵吾監督、大映）
- 四人目の淑女（1948年12月23日公開、渋谷実監督、松竹）
- 嫉妬（1949年1月11日公開、吉村公三郎監督、松竹）
- わが恋は燃えぬ（1949年2月15日公開、溝口健二監督、松竹）
- お嬢さん乾杯!（1949年3月13日公開、木下惠介監督、松竹） - キネマ旬報ベストテン6位
- 朱唇いまだ消えず（1949年4月24日公開、渋谷実監督、松竹）
- 森の石松（1949年6月12日公開、吉村公三郎監督、松竹） - キネマ旬報ベストテン9位
- 殺人鬼（1949年6月29日公開、大曾根辰夫監督、松竹）
- 四谷怪談（1949年7月11日公開、木下惠介監督、松竹）
- 大都会の顔（1949年9月6日公開、阿部豊監督、新東宝）
- 真昼の円舞曲（1949年10月16日公開、吉村公三郎監督、松竹）
- 脱線情熱娘（1949年12月15日公開、大庭秀雄監督、松竹）
- 春雪（1950年3月5日公開、吉村公三郎監督、松竹）
- 危険な年齢（1950年4月2日公開、原研吉監督、松竹）
- 春の潮 前篇（1950年6月17日公開、中村登監督、松竹）
  - 春の潮 後篇（1950年6月25日公開）
- アルプス物語 野性（1950年9月9日公開、沢村勉監督、太泉映画・東京映画）
- 戦火の果て（1950年9月16日公開、吉村公三郎監督、近代映画協会・大映）
- 長崎の鐘（1950年9月23日公開、大庭秀雄監督、松竹）
- 暁の追跡（1950年10月3日公開、市川崑監督、田中プロ・新東宝）
- 赤城から来た男（1950年10月7日公開、木村恵吾監督、大映）
- 七色の花（1950年10月14日公開、春原政久監督、東横映画）
- 処女蜂（1950年12月2日公開、木村恵吾監督、大映）
- 偽れる盛装（1951年1月13日公開、吉村公三郎監督、大映） - キネマ旬報ベストテン3位
- 阿修羅判官（1951年2月15日公開、森一生監督、大映）
- 熱砂の白蘭（1951年3月24日公開、木村恵吾監督、第一協団・東宝）
- 自由学校（1951年5月5日公開、吉村公三郎監督、大映）
- 誰が私を裁くのか（1951年5月18日公開、谷口千吉監督、大映）
- 上州鴉（1951年5月25日公開、冬島泰三監督、大映）
- 情炎の波止場（1951年6月8日公開、安田公義監督、大映）
- 西城家の饗宴（1951年6月15日公開、鈴木英夫監督、大映）
- 舞姫（1951年8月17日公開、成瀬巳喜男監督、東宝）※原作：川端康成
- 東京悲歌（1951年9月28日公開、田中重雄監督、大映）
- 源氏物語（1951年11月2日公開、吉村公三郎監督、大映） - キネマ旬報ベストテン7位
- 十六夜街道（1951年12月14日公開、安田公義監督、大映）
- 西陣の姉妹（1952年4月17日公開、吉村公三郎監督、大映）
- 暴力（1952年8月26日公開、吉村公三郎監督、東映）
- 千羽鶴（1953年1月15日公開、吉村公三郎監督、大映）
- 女ひとり大地を行く（1953年2月20日公開、亀井文夫監督、炭勞北海道支部・キヌタプロダクション・北星映画）
- 村八分（1953年3月21日公開、今泉善珠監督、近代映画協会・現代ぷろだくしょん・北星）
- 欲望（1953年5月20日公開、吉村公三郎監督、大映）
- 君に捧げし命なりせば（1953年8月18日公開、若杉光夫監督、新映プロ・北星映画）
- 夜明け前（1953年10月13日公開、吉村公三郎監督、近代映画協会・劇団民藝・新東宝）※原作：島崎藤村
- 地の果てまで（1953年10月20日公開、久松静児監督、大映）※原作：フョードル・ドストエフスキー
- 足摺岬（1954年5月18日公開、吉村公三郎監督、近代映画協会・北星）※原作：田宮虎彦
- 泥だらけの青春（1954年9月21日公開、菅井一郎監督、日活）
- 若い人たち（1954年11月8日公開、吉村公三郎監督、近代映画協会・全銀連・新東宝）
- 愛すればこそ 第一話 花売り娘（1955年1月22日公開、吉村公三郎監督、独立映画）
- 銀座の女（1955年4月1日公開、吉村公三郎監督、日活）
- 姉妹（1955年4月10日公開、家城巳代治監督、中央映画・独立映画）
- 十九の花嫁（1955年4月13日公開、小石栄一監督、東映）
- 美女と怪龍（1955年10月3日公開、吉村公三郎監督、東映）- キネマ旬報ベストテン10位
- 母なき子（1955年12月4日公開、堀池清監督、日活）
- 赤穂浪士 天の巻 地の巻（1956年1月15日公開、松田定次監督、東映）※原作：大佛次郎
- 嫁ぐ日（1956年2月5日公開、吉村公三郎監督、近代映画協会・松竹）
- 病妻物語 あやに愛しき（1956年9月7日公開、宇野重吉監督、劇団民藝）
- 狙われた男（1956年9月11日公開、中平康監督、日活）
- のんき夫婦（1956年10月3日公開、杉江敏男監督、東京映画・東宝）
- 四十八歳の抵抗（1956年11月14日公開、吉村公三郎監督、大映）
- 多情仏心（1957年5月7日公開、小沢茂弘監督、東映）
- 倖せは俺等のねがい（1957年5月22日公開、宇野重吉監督、日活）
- ひかげの娘（1957年6月5日公開、松林宗恵監督、東京映画・東宝）
- 殺したのは誰だ（1957年7月3日公開、中平康監督、日活）
- うなぎとり（1957年10月1日公開、木村荘十二監督、歌舞伎座・近代映画協会・松竹）
- 美徳のよろめき（1957年10月29日公開、中平康監督、日活）※原作：三島由紀夫
- 地上（1957年11月22日公開、吉村公三郎監督、大映）
- 白鳥物語（1957年未公開作品、堀内甲監督、東映）
- 禁じられた唇（1958年1月3日公開、堀池清監督、日活）
- 氷壁（1958年3月18日公開、増村保造監督、大映）※原作：井上靖
- 夜の鼓（1958年4月15日公開、今井正監督、現代ぷろだくしょん・松竹）※原作：近松門左衛門
- 不敵な男（1958年9月7日公開、増村保造監督、大映）
- 一粒の麦（1958年9月14日公開、吉村公三郎監督、大映）
- 真夜中の顔（1958年9月30日公開、宇野重吉監督、歌舞伎座・松竹）
- 裸の太陽（1958年10月1日公開、家城巳代治監督、東映）※原作：氷室和敏 - キネマ旬報ベストテン5位
- 夜の素顔（1958年10月15日公開、吉村公三郎監督、大映）
- からたち日記（1959年4月14日公開、五所平之助監督、松竹）
- 才女気質（1959年4月15日公開、中平康監督、日活）
- その壁を砕け（1959年6月23日公開、中平康監督、日活）
- 電話は夕方に鳴る（1959年7月8日公開、吉村公三郎監督、大映）
- 貴族の階段（1959年10月18日公開、吉村公三郎監督、大映）
- 大いなる旅路（1960年3月8日公開、関川秀雄監督、東映）
- 国定忠治（1960年3月29日公開、谷口千吉監督、東宝）
- 路傍の石（1960年5月15日公開、久松静児監督、東京映画・東宝）
- 素敵な野郎（1960年6月15日公開、富本壮吉監督、大映）
- 女の坂（1960年6月17日公開、吉村公三郎監督、松竹）
- がんばれ! 盤嶽（1960年10月16日公開、松林宗恵監督、宝塚映画・東宝）
- 大いなる驀進（1960年11月8日公開、関川秀雄監督、東映）
- 松川事件（1961年2月8日公開、山本薩夫監督、松川事件劇映画製作委員会）
- 胎動期 私たちは天使じゃない（1961年4月12日公開、三輪彰監督、新東宝）
- 「挑戦」より 愛と炎と（1961年6月17日公開、須川栄三監督、東宝）
- 女の勲章（1961年6月28日公開、吉村公三郎監督、大映）※原作：山崎豊子
- 雲がちぎれる時（1961年7月9日公開、五所平之助監督、松竹）
- 背徳のメス（1961年8月6日公開、野村芳太郎監督、松竹）※原作：黒岩重吾
- 熱愛者（1961年8月29日公開、井上和男監督、松竹）
- 献身（1961年10月29日公開、田中重雄監督、大映）
- 家庭の事情（1962年1月3日公開、吉村公三郎監督、大映）
- 黒蜥蜴（1962年3月14日公開、井上梅次監督、大映）※原作：江戸川乱歩、原作戯曲：三島由紀夫
- 爛（ただれ）（1962年3月14日公開、増村保造監督、大映）※原作：徳田秋声
- 裁かれる越前守（1962年4月6日公開、田中徳三監督、大映）※原作：吉川英治
- あの空の果てに星はまたたく（1962年5月20日公開、関川秀雄監督、東映）
- 青べか物語（1962年6月28日公開、川島雄三監督、東京映画・東宝）※原作：山本周五郎
- 斬る（1962年7月1日公開、三隅研次監督、大映）※原作：柴田錬三郎
- 鯨神（1962年7月15日公開、田中徳三監督、大映）※原作：宇能鴻一郎
- 当りや大将（1962年8月26日公開、中平康監督、日活）
- 地獄の刺客（1962年11月3日公開、池広一夫監督、大映）
- しとやかな獣（1962年12月26日公開、川島雄三監督、大映） - キネマ旬報ベストテン6位
- 嘘 第三話「女体」（1963年3月31日公開、衣笠貞之助監督、大映）
- 舞妓と暗殺者（1963年8月28日公開、三隅研次監督、大映）
- 海軍（1963年8月31日公開、村山新治監督、東映）※原作：岩田豊雄
- 傷だらけの山河（1964年4月4日公開、山本薩夫監督、大映）※原作：石川達三 - キネマ旬報ベストテン7位
- 駿河遊侠伝 賭場荒し（1964年6月5日公開、森一生監督、大映）※原作：子母沢寛
- 卍（1964年7月25日公開、増村保造監督、大映）※原作：谷崎潤一郎
- 沙羅の門（1964年10月14日公開、久松静児監督、宝塚映画・東宝）※原作：水上勉
- 肉体の盛装（1964年11月21日公開、村山新治監督、東映）
- 鼠小僧次郎吉（1965年4月3日公開、三隅研次監督、大映）※原作：大佛次郎
- 清作の妻（1965年6月25日公開、増村保造監督、大映）※原作：吉田絃二郎
- 刺青（1966年1月15日公開、増村保造監督、大映）※原作：谷崎潤一郎
- 酔いどれシリーズ
  - 酔いどれ博士（1966年6月4日公開、三隅研次監督、大映）
  - 続・酔いどれ天使（1966年9月13日公開、井上昭監督、大映）
  - 酔いどれ波止場（1966年12月24日公開、井上昭監督、大映）
- 座頭市海を渡る（1966年8月13日公開、池広一夫監督、大映）※原作：子母沢寛
- けんかえれじい（1966年11月9日公開、鈴木清順監督、日活）※原作：鈴木隆
- 限りある日を愛に生きて（1967年1月14日公開、田中重雄監督、大映）※原作：草薙実
- 妻二人（1967年4月15日公開、増村保造監督、大映）※原作：パトリック・クエンティン「二人の妻をもつ男」
- 堕落する女（1967年6月28日公開、吉村公三郎監督、近代映画協会・松竹）
- 華岡青洲の妻（1967年10月20日公開、増村保造監督、大映）※原作：有吉佐和子 - キネマ旬報ベストテン5位
- 眠れる美女（1968年1月31日公開、吉村公三郎監督、近代映画協会・松竹）※原作：川端康成
- 千羽鶴（1969年4月19日公開、増村保造監督、大映）※原作：川端康成
- 鬼の棲む館（1969年5月31日公開、三隅研次監督、大映）※原作：谷崎潤一郎
- 闇の中の魑魅魍魎（1971年6月19日公開、中平康監督、中平プロ・東宝）※原作：榎本滋民「血みどろ絵金」
- 激動の昭和史 沖縄決戦（1971年7月17日公開、岡本喜八監督、東宝）
- 甘い秘密（1971年8月25日公開、吉村公三郎監督、近代映画協会・松竹）※原作：徳田秋声
- 軍旗はためく下に（1972年3月12日公開、深作欣二監督、東宝・新星映画）※原作：結城昌治 - キネマ旬報ベストテン2位
- 混血児リカ シリーズ
  - 混血児リカ（1972年11月26日公開、中平康監督、オフィス203・近代映画協会・東宝）※原作：凡天太郎
  - 混血児リカ ひとりゆくさすらい旅（1973年4月7日公開、中平康監督、オフィス203・近代映画協会・東宝）※原作：凡天太郎
  - 混血児リカ ハマぐれ子守唄（1973年6月23日公開、吉村公三郎監督、オフィス203・近代映画協会・東宝）※原作：凡天太郎
- 昭和枯れすすき（1975年6月7日公開、野村芳太郎監督、松竹）※原作：結城昌治
- 危険な関係（1978年3月18日公開、藤田敏八監督、日活）※原作：ラクロ
- 事件（1978年6月3日公開、野村芳太郎監督、松竹）※原作：大岡昇平 - キネマ旬報ベストテン4位、日本アカデミー賞最優秀脚本賞
- 配達されない三通の手紙（1979年10月6日公開、野村芳太郎監督、松竹）※原作：エラリー・クイーン
- 地震列島（1980年8月30日公開、大森健次郎監督、東宝映画・東宝）※原作：グループ915[注 1]
- 遥かなる走路（1980年10月25日公開、佐藤純彌監督、日本シネセル・アビプロ・松竹）
- 蓮如とその母（1980年10月7日公開、川本喜八郎監督、「蓮如とその母」映画製作推進委員会）※原作：平井清隆
- 積木くずし（1983年11月3日公開、斎藤光正監督、東宝映画・東宝）※原作：穂積隆信
- 映画女優（1987年1月17日公開、市川崑監督、東宝映画・東宝） - キネマ旬報ベストテン5位
- ハチ公物語（1987年8月1日公開、神山征二郎監督、東急グループ・三井物産・松竹グループ・松竹富士）
- ドンマイ（1990年3月3日公開、神山征二郎監督、テレビ東京・松竹）
- 東京交差点（1991年4月27日公開、松井稔・須藤公三・山本伊知郎監督、バーム）
- 遠き落日（1992年7月4日公開、神山征二郎監督、テレビ朝日・東急グループ・松竹グループ・松竹）
- 宮澤賢治 その愛（1996年9月14日公開、神山征二郎監督、松竹・三井物産）
- ユキエ（1998年2月14日公開、松井久子監督、エッセン・コミュニケーションズ・シネマ・クロッキオ・近代映画協会）※原作：吉目木晴彦
- おもちゃ（1999年1月15日公開、深作欣二監督、東映・ライジングプロダクション）
- 完全なる飼育（1999年1月30日公開、和田勉監督、東京テアトル・丸紅・セディックインターナショナル）※原作：松田美智子
- 大河の一滴（2001年9月1日公開、神山征二郎監督、「大河の一滴」製作委員会・東宝）※原作・原案：五木寛之
- 陸に上った軍艦（2007年7月28日公開、山本保博監督、ピクチャーズネットワーク・パンドラ・シネマディスト）※証言も
- HACHI 約束の犬（2009年8月8日日本公開、ラッセ・ハルストレム監督、松竹）

### その他の映像作品
- 恋の浮島（1935年6月26日公開、川手二郎監督、新興キネマ） - 美術
- 木曾情話（1935年8月8日公開、松崎博臣監督、新興キネマ） - 美術
- 武器なき人々（1936年2月21日公開、青山三郎監督、新興キネマ） - 美術
- 残月の歌（1936年5月7日公開、川手二郎監督、新興キネマ） - 美術
- 桜の園（1936年5月16日公開、村田実監督、新興キネマ） - 美術助手
- 椿は紅い（1936年5月29日公開、青山三郎監督、新興キネマ） - 美術
- さらば外人部隊（1936年8月6日公開、伊奈精一監督、新興キネマ） - 美術
- 小間使日記（1936年10月9日公開、伊奈精一監督、新興キネマ） - 美術
- 町内の看板娘（1936年12月17日公開、落合吉人監督、新興キネマ） - 美術
- 初島田（1937年2月3日公開、伊奈精一監督、新興キネマ） - 美術
- 嬉しい夢（1937年3月25日公開、青山三郎監督、新興キネマ） - 美術
- 泣くな鴎よ（1937年4月8日公開、住吉健嗣監督、新興キネマ） - 美術
- 青空士官（1937年6月3日公開、落合吉人監督、新興キネマ） - 美術
- 乙女十九（1937年8月5日公開、久松静児監督、新興キネマ） - 美術
- みだれ島田（1937年9月16日公開、伊奈精一監督、新興キネマ） - 美術
- 海軍爆撃隊（1937年9月23日公開、久松静児監督、新興キネマ） - 美術
- 鉄拳涙あり（1937年12月24日公開、伊奈精一監督、新興キネマ） - 美術
- 青春オリンピック（1938年3月15日公開、久松静児監督、新興キネマ） - 美術
- トーチカ娘行状記（1938年4月7日公開、久松静児監督、新興キネマ） - 美術
- 男の魂（1938年5月12日公開、曽根千晴監督、新興キネマ） - 美術
- エキストラの少女（1938年6月20日公開、三枝信太郎監督、新興キネマ） - 美術
- 妻の魂（1938年8月4日公開、曽根千晴監督、新興キネマ） - 美術
- 乙女ごころ（1938年8月31日公開、伊奈精一監督、新興キネマ） - 美術
- 姉ちゃんは母ちゃんは（1938年9月8日公開、須山真砂樹監督、新興キネマ） - 美術
- 貧しき者の幸福（1938年10月27日公開、沼波功雄監督、新興キネマ） - 美術
- 罪なき罪（1938年11月3日公開、須山真砂樹監督、新興キネマ） - 美術
- 若い女の危機（1938年12月8日公開、久松静児監督、新興キネマ） - 美術
- 評判五人娘（1939年1月7日公開、久松静児監督、新興キネマ） - 美術
- 熱血の道（1939年2月1日公開、曽根千晴監督、新興キネマ） - 美術
- 裁かるる女（1939年2月1日公開、沼波功雄監督、新興キネマ） - 美術
- 新婚お家騒動（1939年3月8日公開、沼波功雄監督、新興キネマ） - 美術
- 嵐に立つ女（1939年3月15日公開、青山三郎監督、新興キネマ） - 美術
- 女の魂（1939年4月1日公開、久松静児監督、新興キネマ） - 美術
- 愛憎の書（1939年5月18日公開、久松静児監督、新興キネマ） - 美術
- 海棠の歌（1939年6月15日公開、深田修造監督、新興キネマ） - 美術
- 泣き笑ひの天国（1939年6月22日公開、須山真砂樹監督、新興キネマ） - 美術
- 男一匹（1939年7月12日公開、久松静児監督、新興キネマ） - 美術
- 愛情一筋道（1939年9月7日公開、高木孝一監督、新興キネマ） - 美術
- 快男児（1939年9月某日公開、久松静児監督、新興キネマ） - 美術
- 仇なさけ（1939年11月23日公開、伊奈精一監督、新興キネマ） - 美術
- 岩に咲く花（1939年12月12日公開、久松静児監督、新興キネマ） - 美術
- 母恋千鳥（1939年12月24日公開、須山真砂樹監督、新興キネマ） - 美術
- 愛の記念日（1940年2月11日公開、伊奈精一監督、新興キネマ） - 美術
- 情熱の翼（1940年2月14日公開、小石栄一監督、新興キネマ） - 美術
- 妻より何処へ行く（1940年3月7日公開、須山真砂樹監督、新興キネマ） - 美術
- 母の願ひ（1940年4月18日公開、久松静児監督、新興キネマ） - 美術
- 玄界灘（1940年6月6日公開、原千秋監督、新興キネマ） - 美術
- 女性本願（1940年6月13日公開、田中重雄監督、新興キネマ） - 美術
- 悲運の姉妹（1940年7月25日公開、伊奈精一監督、新興キネマ） - 美術
- 元禄忠臣蔵 前篇（1941年12月1日公開、溝口健二監督、松竹） - 建築監督
- 元禄忠臣蔵 後篇（1942年2月11日公開、溝口健二監督、松竹） - 建築監督、キネマ旬報ベストテン7位
- こころの山脈（1966年2月2日公開、吉村公三郎監督、本宮方式映画製作の会・近代映画協会・東宝） - 製作協力、キネマ旬報ベストテン8位

### 出演作品
- 生きてはみたけれど 小津安二郎伝（1983年10月29日公開、井上和男監督、松竹）

## テレビドラマ

### 脚本作品
- リツ子・その愛（1967年6月11日放送、阿部正春演出、TBS）※原作：檀一雄
- 天皇の世紀 第11・13回（1971年11月13日・11月27日放送、下村尭二・吉村公三郎監督、朝日放送）※原作：大佛次郎
- 新・座頭市 (第1シリーズ)（1976年 - 1977年放送、フジテレビ）※原作：子母沢寛
- 新・座頭市 (第2シリーズ)（1978年放送、フジテレビ）※原作：子母沢寛
- あめゆきさん（1979年4月6日放送、今野勉演出、TBS）※原作：山崎朋子
- 新・座頭市 (第3シリーズ)（1979年放送、フジテレビ）※原作：子母沢寛
- 赤穂浪士 (1979年、テレビ朝日)
- 帝銀事件・大量殺人獄中32年の死刑囚（1980年1月26日、森﨑東監督、テレビ朝日「土曜ワイド劇場」枠）※原作：松本清張
- 沓掛時次郎（1981年4月17日放送、松尾昭典監督、フジテレビ）※原作：長谷川伸
- 考古学者シリーズ (1981年10月31日～1986年10月25日、齋藤武市監督、テレビ朝日) 5作品、(1987年5月2日～1995年4月29日、松島稔・山本迪夫監督（第15作のみ)、テレビ朝日) 13作品 石倉保志と共同脚本
- 芙蓉の人（1982年4月1日 - 4月2日放送、佐藤和哉演出、NHK）※原作：新田次郎
- 松本清張の風の息（1982年4月10日放送、貞永方久監督、テレビ朝日「土曜ワイド劇場」枠）※原作：松本清張
- 素浪人罷り通る 去るも地獄残るも地獄（1983年2月18日放送、吉川一義監督、フジテレビ）
- 女たちの大坂城（1983年11月3日放送、荻野慶人・天野恒幸演出、日本テレビ）
- 黒い福音（1984年11月26日放送、増村保造監督、TBS）※原作：松本清張
- ニュードキュメンタリードラマ昭和 松本清張事件にせまる 第1・12・19回（1984年4月12日・6月28日・8月16日放送、森崎東・吉村公三郎・安作郎監督、テレビ朝日）
- 松本清張作家活動40年記念スペシャル・ゼロの焦点（1991年7月9日放送、日本テレビ「火曜サスペンス劇場」枠）

## テレビ出演
- いのちの響(TBS)

他多数

## 文献

### 著書
- 『ある映画監督 - 溝口健二と日本映画』（岩波新書）
- 『ある映画監督の生涯 -溝口健二の記録-』（映人社）
- 『「断腸亭日乗」を読む』（岩波現代文庫）
- 『小説 田中絹代』（読売新聞社、のち文春文庫）
- 『ながい二人の道 乙羽信子とともに』（東京新聞出版局）
- 『ひとり歩きの朝』（毎日新聞社）
- 『歳月は風の吹くままに』（朝日新聞社）
- 『シナリオ人生』（岩波新書）
- 『老人読書日記』（岩波新書）
- 『弔辞』（岩波新書）
- 『午後の遺言状』（岩波同時代ライブラリー）
- 『女の一生―杉村春子の生涯』（岩波書店）
- 『三文役者の死―正伝殿山泰司』（岩波現代文庫）
- 『追放者たち 映画のレッドパージ』（岩波書店）
- 『作劇術』（岩波書店）
- 『祭りの声 あるアメリカ移民の足跡』（岩波新書）
- 『愛妻記』（岩波現代文庫）
- 『新藤兼人の足跡』（著作集全6巻、岩波書店）
- 『ふくろう90歳の挑戦』（岩波アクティブ新書）
- 『日本シナリオ史』（上・下、岩波書店）
- 『いのちのレッスン』（青草書房）
- 『スクリーンの向こうに新藤兼人の遺したもの』（遺著、2014年11月刊、新藤次郎編、NHK出版）

他多数の著書・編著がある

### 連載
- 『私の履歴書』 日本経済新聞連載
  - 『生きているかぎり 私の履歴書』 （日本経済新聞出版社、2007年5月）

### 論文
- 国立情報学研究所収録論文 国立情報学研究所

### 評伝
- 中川洋吉 『挫折する力 新藤兼人かく語りき』 （新潮社、2011年4月、白寿記念出版）

## 家族・親族
- 乙羽信子（3人目の妻） - 女優
- 新藤次郎（次男） - 映画プロデューサー及び近代映画協会社長
- 新藤力也（孫、次郎の子息） - プロレス団体プロレスリングBASARAのリングアナウンサー
- 新藤風（孫、次郎の娘） - 映画監督